# Медный генерал
Медный генера́л (яп. 銅将 до:сё:), кратко медь (яп. 銅 до:) — фигура ближнего боя в большинстве крупных вариантов сёги: тю сёги, дай сёги, дай дай сёги, мака дай дай сёги, тайкёку сёги, хэйан дай сёги и др.
Обозначение в европейской нотации: С (от англ. Copper).

## Начальное расположение
В начальной расстановке фигур в тю сёги у каждого из противников имеется по 2 медных генерала, стоящих слева от левого и справа от правого серебряных генералов.

## Правила ходов
|  |   |    |   |  |
|  | ○ | ○  | ○ |  |
|  |   | 銅 |   |  |
|  |   | ○  |   |  |
|  |   |    |   |  |

Во всех вариантах, кроме хэйан дай сёги, медный генерал ходит на соседние поля вперёд, назад, и вперёд по диагонали.
В хэйан дай сёги он ходит, как жираф в добуцу сёги: на соседние поля вперёд, назад, вправо и влево, и переворачивается в золото.

### Переворот
|   |   |    |   |   |
|   |   | ○  |   |   |
| ─ | ─ | 横 | ─ | ─ |
|   |   | ○  |   |   |
|   |   |    |   |   |

В тю сёги, дай сёги, тэндзику сёги и тайкёку сёги медный генерал переворачивается в горизонтального ходока (см. справа).

В других вариантах для медного генерала действуют другие правила переворота: в дай дай сёги он не переворачивается, а в мака дай дай сёги и тай сёги переворачивается в свободную медь (яп. 奔銅, хон-до:): фигуру, ходящую в тех же направлениях, что и медный генерал, но на любое число полей.